# Samsung YP-U4
Samsung YP-U4 Litmus — миниатюрный аудиоплеер, плейдрайв компании Samsung Electronics. Принадлежит к Yepp U серии. Название Litmus (рус. Лакмус) модель получила из-за особенностей дизайна. Корпус у всех цветовых вариаций чёрный, но у края, где расположен штекер, есть три светодиода. Возможны синий, фиолетовый и красный варианты. Корпус вокруг них также окрашен в соответствующий цвет.
Как и предшественник YP-U3 имеет сенсорное управление и выдвижной тонкий (а не полноразмерный) штекер USB «type A». Поддерживается MTP или UMS (в зависимости от региона). При подсоединении к компьютеру аккумулятор заряжается. Ёмкость встроенного Li-Pol аккумулятора составляет 300 мА·ч.
Как и предыдущие модели, имеет FM-тюнер и микрофон. Плеер оснащен системой обработки звука DNSe.
Поддерживаемые форматы файлов: MP3, WMA, OGG.
В комплект поставки входят:
- Плеер
- Гарнитура
- Компакт-диск с драйверами и ПО
- Инструкция по эксплуатации